# 어니 애덤스

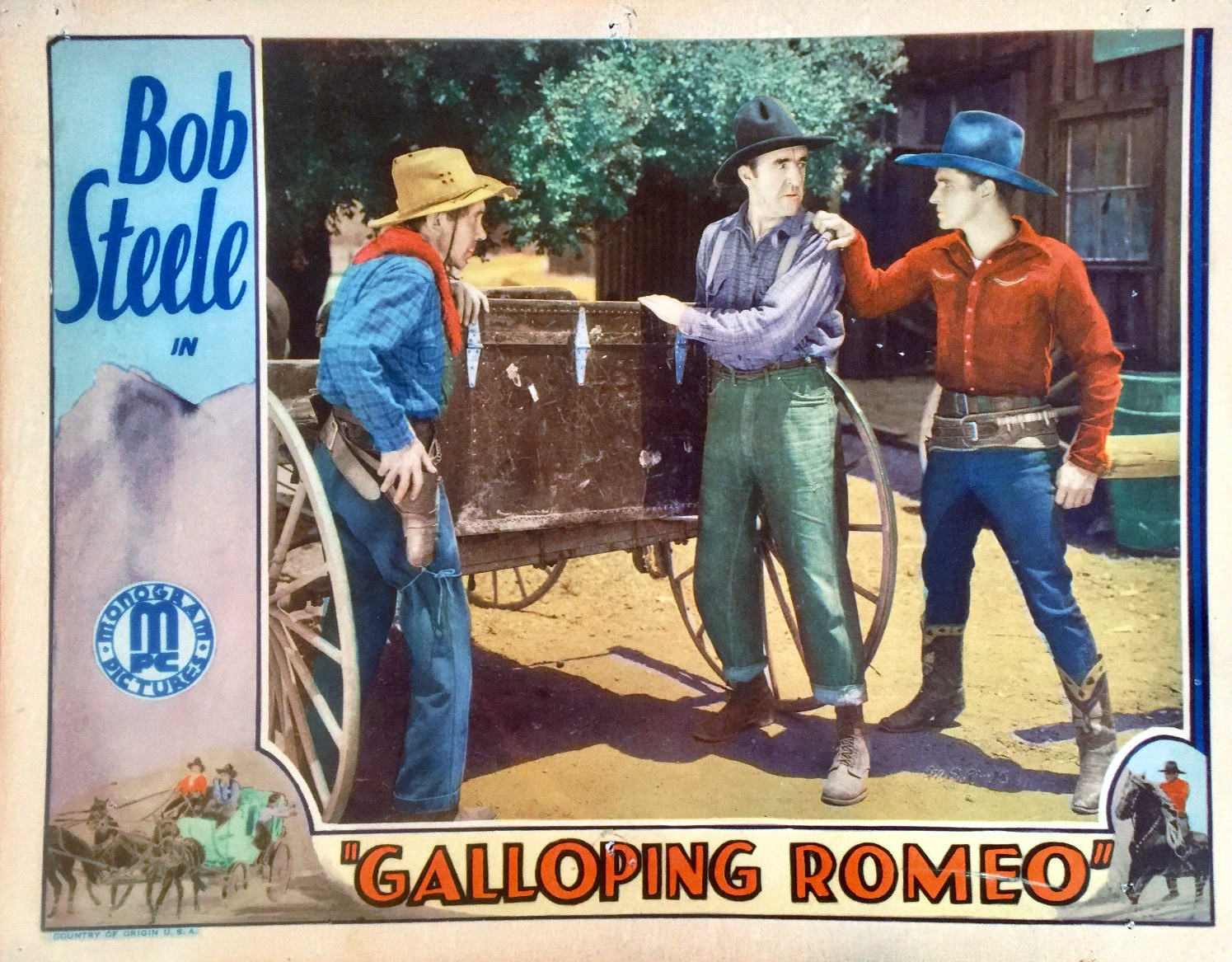

어니 애덤스(Ernie Adams, 1885년 6월 18일 ~ 1947년 11월 26일)는 미국의 배우, 영화배우이다.
샌프란시스코에서 태어났으며 할리우드에서 사망하였다. 사인은 질병이다.

## 영화
- 블랙 위도우 (1947년)
- 딕 트레이시 미츠 그루섬 (1947년)
- 조로의 아들 (1947년)
- 리빙 인 어 빅 웨이 (1947년)
- 스매쉬업 (1947년)
- 샤도우 리턴즈 (1946년)
- 블루 달리아 (1946년)
- 살인자들 (1946년)
- 어롱 케임 존스 (1945년)
- 돌아온 유인원 인간 (1944년)
- 허스 투 홀드 (1943년)
- 팬텀 (1943년)
- 만찬에 온 사나이 (1942년)
- 데이 올 키시드 더 브라이드 (1942년)
- 야구왕 루 게릭 (1942년)
- 더 페이스 비하인드 더 마스크 (1941년)
- 베드타임 스토리 (1941년)
- 울프 선장 (1941년)
- 캐슬 온 더 허드슨 (1940년)
- 히 스테이드 포 브렉패스트 (1940년)
- 돌아온 론 레인저 (1939년)
- 세인트 루이스 블루스 (1939년)
- 국제 범죄 (1938년)
- 스파이더스 웹 (1938년)
- 마이 맨 갓프리 (1936년)
- 위아 낫 드레싱 (1934년)
- 다이아몬드 릴 (1933년)
- 더 허리케인 익스프레스 (1932년)
- 프릭스 (1932년)
- 넘버드 멘 (1930년)
- 리틀 시저 (1930년) - 점원 역